# سيد وايت
سيد وايت (بالإنجليزية: Sid White)‏ (15 فبراير 1899 بتوتنهام في المملكة المتحدة - 1968) هو لاعب كرة قدم بريطاني (وحمل سابقاً جنسية المملكة المتحدة لبريطانيا العظمى وأيرلندا) في مركز الوسط. لعب مع توتنهام هوتسبير.